# Mistrovství světa v házené mužů 2009
21. mistrovství světa  v házené proběhlo v dnech 16. ledna – 1. února v Chorvatsku.
Mistrovství se zúčastnilo 24 mužstev, rozdělených do čtyř šestičlenných skupin, z nichž první tři týmy postoupily do dvou čtvrtfinálových skupin. První dvě mužstva ve čtvrtfinálových skupinách postoupila do semifinále, týmy na třetím až šestém místě hrály o umístění. Týmy, které v základní skupině skončily na čtvrtém až šestém místě místě, hrály o 13. – 24. místo (tzv. Prezidentský pohár). Mistrem světa se stal potřetí tým Francie.

## Výsledky a tabulky

### Základní skupiny

#### Skupina A
|    |           | FRA   | SVK   | HUN   | ROM   | ARG   | AUS   | V | R | P | Skóre   | B  |
| 1. | Francie   | ***   | 35:26 | 27:22 | 31:21 | 33:26 | 42:11 | 5 | 0 | 0 | 168:106 | 10 |
| 2. | Slovensko | 26:35 | ***   | 24:24 | 28:23 | 27:25 | 47:12 | 3 | 1 | 1 | 152:119 | 7  |
| 3. | Maďarsko  | 22:27 | 24:24 | ***   | 30:27 | 31:20 | 41:17 | 3 | 1 | 1 | 148:115 | 7  |
| 4. | Rumunsko  | 21:31 | 23:28 | 27:30 | ***   | 30:26 | 40:20 | 2 | 0 | 3 | 141:135 | 4  |
| 5. | Argentina | 26:33 | 25:27 | 20:31 | 26:30 | ***   | 36:16 | 1 | 0 | 4 | 133:137 | 2  |
| 6. | Austrálie | 11:42 | 12:47 | 17:41 | 20:40 | 16:36 | ***   | 0 | 0 | 5 | 76:206  | 0  |

 Slovensko –  Argentina 27:25 (12:13)
17. ledna 2009 (16:30) – Osijek

Branky: M. Stranovský 7, T. Stranovský 6, Kukučka 4, Šulc 3, Valo 3, Pekar 3, Kopčo – Gull 5, Kogovsek 4, Fernandes 3, Pizarro 2, Querin 2, Garou 2, Viscovich 2, Vidal, Castro, Portela, Simonet, Crevatin.

Rozhodčí: Olesen, Pedersen (DEN)
 Maďarsko –  Austrálie 41:17 (20:8)
17. ledna 2009 (18:30) – Osijek

Branky: Zubai 7, T. Ivancsik 7, Csaszar 6, G. Ivancsik 5, Herbert 3, Putics 3, Harsanyi 3, Gal 3, Mocsai 3, Eklemovic – Fletcher 8, Subotic 3, Jerkov, Kelly, Calvert, Matic, Schofield, Blondell.

Rozhodčí: Karbaschi, Kolahdouzan (IRN)
 Francie –  Rumunsko 31:21 (12:9)
17. ledna 2009 (20:30) – Osijek

Branky: Guigou 7, Karabatic 7, Fernandes 6, Sorhaindo 3, Gille 2, Narcisse 2, Abalo, Junillon, Joli, Dinart – Toma 5, Ghionea 4, Jurca 3, Irimescu 3, Rohozneanu 2, Piriianu 2, Buricea, Petrea.

Rozhodčí: Stanojevič, Višekruna (SRB)
 Austrálie –  Slovensko 12:47 (6:20)
18. ledna 2009 (15:00) – Osijek

Branky: Fletcher 6, Calvert 3, Subotic, Kelly, Blondell – Antl 8, Urban 7, M. Stranovský 5, T. Stranovský 5, Kopčo 5, Szücs 5, Pekar 3, Petro 3, Kukučka 2, Šulc 2, Nižňan, Valo.

Rozhodčí: Stanojevič, Višekruna (SRB)
 Rumunsko –  Maďarsko 27:30 (16:13)
18. ledna 2009 (17:00) – Osijek

Branky: Piriianu 6, Petrea 4, Jurca 4, Timofte 3, Ghionea 2, Toma 2, Stavrositu 2, Buricea, Cozma, Iacob, Rohozneanu – Nagy 8, Ilyes 5, Gal 4, Eklemovic 3, Putics 3, T. Ivancsik 3, Csaszar 2, Törö.

Rozhodčí: Olesen, Pedersen (DEN)
 Argentina –  Francie 26:33 (15:19)
18. ledna 2009 (19:00) – Osijek

Branky: Migueles 5, Kogovsek 5, Simonet 4, Pizarro 3, Portela 3, Vidal 2, Torres 2, Crevatin, Castro – Guigou 7, Fernandez 6, Abalo 5, Bosquet 5, Sorhaindo 3, Karabatic 2, Narcisse 2, Kempe, Gille, Dinart.

Rozhodčí: Gubica, Miloševič (CRO)
 Rumunsko –  Argentina 30:26 (15:13)
19. ledna 2009 (15:30) – Osijek

Branky: Ghionea 9, Piriianu 6, Petrea 4, Irimescu 3, Buricea 3, Jurca 2, Rohozneanu 2, Iacob – Kogovsek 7, Torres 5, Gull 5, Vidal 3, Simonet 2, Crevatin, Portela, Fernandez, Carou.

Rozhodčí: Karbaschi, Kolahdouzan (IRN)
 Maďarsko –  Slovensko 24:24 (12:6)
19. ledna 2009 (17:30) – Osijek

Branky: Ilyes 5, G. Ivancsik 5, Nagy 5, Csaszar 3, Eklemovic 3, T. Ivancsik 2, Gal – Šulc 9, Valo 3, T. Stranovský 3, Antl 2, Pekar 2, Kopčo 2, Kukučka, M. Stranovský, Petro.

Rozhodčí: Gubica, Miloševič (CRO)
 Francie –  Austrálie 42:11 (20:3)
19. ledna 2009 (19:30) – Osijek

Branky: Abalo 10, Joli 7, Fernandez 5, Karabatic 4, Junillon 4, Sorhaindo 4, Bosquet 3, Gille 3, Guigou 2 – Fletcher 4, Subotic 3, Jerkov 2, Blondell, Calvert.

Rozhodčí: Olesen, Pedersen (DEN)
 Austrálie –  Rumunsko 20:40 (9:21)
21. ledna 2009 (15:00) – Osijek

Branky: Blondell 8, Subotic 3, Calvert 3, Fletcher 2, Matic 2, Schofield, Ramadani – Cozma 10, Nicolae 4, Petrea 4, Ghionea 4, Rohozneanu 4, Toma 3, Irimescu 3, Jurca 3, Timofte 2, Iacob 2, Stavrositu.

Rozhodčí: Gubica, Miloševič (CRO)
 Maďarsko –  Argentina 31:20 (17:8)
21. ledna 2009 (17:00) – Osijek

Branky: Mocsai 6, Ilyes 5, G. Ivancsik 5, Csaszar 4, Gal 3, Nagy 3, Eklemovic 2, T. Ivancsik, Harsanyi, Zubai – Kogovsek 4, Gull 4, Querin 2, Castro 2, Portela 2, Crevatin 2, Viscovich, Torres, Simonet, Pizarro.

Rozhodčí: Stanojevič, Višekruna (SRB)
 Slovensko –  Francie 26:35 (9:15)
21. ledna 2009 (19:00) – Osijek

Branky: Antl 7, Szücs 4, Pekar 3, T. Stranovský 2, Urban 2, Nižňan 2, Šulc 2, Kukučka 2, Petro, Kopčo – Karabatic 9, Fernandez 6, Guigou 5, Abalo 5, Gille 3, Sorhaindo 2, Narcisse 2, Dinart, Junillon, Joli.

Rozhodčí: Karbaschi, Kolahdouzan (IRN)
 Argentina –  Austrálie 36:16 (15:8)
22. ledna 2009 (15:00) – Osijek

Branky: Torres 7, Pizarro 6, Crevatin 4, Portela 4, Kogovsek 4, Vidal 3, Castro 2, Migueles 2, Viscovich 2, Querin, Simonet – Fletcher 4, Ramadani 3, Calvert 3, Subotic 3, Blondell 2, Kelly.

Rozhodčí: Gubica, Miloševič (CRO)
 Slovensko –  Rumunsko 28:23 (12:13)
22. ledna 2009 (17:00) – Osijek

Branky: Kukučka 8, Valo 6, M. Stranovský 5, Antl 4, T. Stranovský 2, Šulc 2, Pekar – Piriianu 5, Ghionea 5, Petrea 3, Iacob 2, Jurca 2, Stavrositu 2, Buricea 2, Nicolae, Irimescu.

Rozhodčí: Olesen, Pedersen (DEN)
 Francie –  Maďarsko 27:22 (13:8)
22. ledna 2009 (19:00) – Osijek

Branky: Fernandez 5, Narcisse 5, Karabatic 5, Abalo 4, Guigou 3, Sorhaindo 2, Gille 2, Dinart – Gal 5, Nagy 4, Ilyes 4, Törö 3, Eklemovic 2, T. Ivancsik 2, Csaszar 2.

Rozhodčí: Stanojevič, Višekruna (SRB)

#### Skupina B
|    |             | CRO   | SWE   | KOR   | ESP   | CUB   | KUV   | V | R | P | Skóre   | B  |
| 1. | Chorvatsko  | ***   | 30:26 | 27:26 | 32:22 | 41:20 | 40:21 | 5 | 0 | 0 | 170:115 | 10 |
| 2. | Švédsko     | 26:30 | ***   | 31:25 | 34:30 | 41:14 | 30:19 | 4 | 0 | 1 | 162:118 | 8  |
| 3. | Jižní Korea | 26:27 | 25:31 | ***   | 24:23 | 31:26 | 34:19 | 3 | 0 | 2 | 140:126 | 6  |
| 4. | Španělsko   | 22:32 | 30:34 | 23:24 | ***   | 40:25 | 47:17 | 2 | 0 | 3 | 167:127 | 4  |
| 5. | Kuba        | 20:41 | 14:41 | 26:31 | 25:40 | ***   | 26:23 | 1 | 0 | 4 | 106:181 | 2  |
| 6. | Kuvajt      | 21:40 | 19:30 | 19:34 | 17:47 | 23:26 | ***   | 0 | 0 | 5 | 99:177  | 0  |

 Chorvatsko –  Jižní Korea 27:26 (14:13)
16. ledna 2009 (20:30) – Split

Branky: Čupič 8, Vori 5, Hrvatin 3, Duvnjak 3, Metličič 2, Zrnič 2, Balič 2, Buntič, Valčič -Sim 5, J. Park 5, Jeong 4, Oh 4, Kim 3, E. Lee 2, J. Lee, Yoon, Co. Park.

Rozhodčí: Lemme, Ullrich (GER)
 Španělsko –  Kuvajt 47:17 (18:9)
17. ledna 2009 (16:30) – Split

Branky: Rocas 7, Garcia 7, Ruesga 6, Perales 5, Ugalde 3, Entrerrios 3, Canellas 3, Andreu 3, Lopez 3, Morros 3, Tomas 2, Garabaya 2 – H. Alshamari 5, F. Alshamari 3, Alqallaf 2, Altheyab 2, Abdulredha, Ahmad, Alanezi, Mohammad, Alshatti.

Rozhodčí: Nilson Aires, Aparecido (BRA)
 Švédsko –  Kuba 41:14 (19:7)
17. ledna 2009 (18:30) – Split

Branky: Källman 6, Lennartsson 6, Gustafsson 5, Lundström 5, Doder 5, L. Karlsson 4, Larholm 3, Jakobsson 2, Carlén 2, Arrhenius 2, Andersson – Diaz de Armas 5, Carol Marzo 3, Turino Noa 2, Cuni Morales 2, Rios Ballar 2.

Rozhodčí: El-Moamli, Shaaban (EGY)
 Kuba –  Španělsko 20:45 (10:24)
18. ledna 2009 (16:30) – Split

Branky: Echavarria del Sol 5, Amador Salina 4, Carol Marzo 3, Marti Diaz 2, Diaz de Armas 2, Cuni Morales 2, Tomasen Carmona, Turino Noa – Garcia 9, Ugalde 7, Ruesga 6, Romero 6, Rocas 5, Tomas 4, Garabaya 2, Perales 2, Entrerrios, Canellas, Andreu, Morros.

Rozhodčí: Nilson Aires, Aparecdio (BRA)
 Jižní Korea –  Švédsko 25:31 (25:31)
18. ledna 2009 (18:30) – Split

Branky: J. Park 6, J. Lee 6, Jeong 4, Yu 3, Sim 2, Kim 2, Yoon, Oh – Källman 7, Gustafsson 5, L. Karlsson 5, Carlén 5, Larholm 4, Lennartsson 3, Andersson, Arrhenius.

Rozhodčí: Din, Dinu (ROM)
 Kuvajt –  Chorvatsko 21:40 (13:22)
18. ledna 2009 (20:30) – Split

Branky: Alqallaf 5, Algharaballi 5, Alhajeri 3, H. Alshamari 2, Abdulredha 2, Altheyab, Alotaibi, Alanezi, F. Alshamari – Sprem 8, Čupič 6, Buntič 5, Zrnič 5, Lackovič 4, Duvnjak 4, Vori 3, Merličič 2, Valčič 2, Anušič.

Rozhodčí: El-Moamli, Shaaban (EGY)
 Jižní Korea –  Kuvajt 34:19 (15:9)
19. ledna 2009 (16:30) – Split

Branky: Yoon 7, Yu 6, J. Lee 5, Sim 5, Park 4, E. Lee 3, Oh 3, Kim – Alshamari 3, Altheyab 3, Alanezi 3, Alotaibi 3, Abdulredha 3, Alshamari 2, Alqallaf, Algharaballi.

Rozhodčí: Din, Dinu (ROM)
 Švédsko –  Španělsko 34:30 (19:13)
19. ledna 2009 (18:30) – Split

Branky: Doder 11, Larholm 6, Arrhenius 5, Källman 5, Andersson 4, Lennartsson 2, Jakobsson – Romero 11, Garcia 5, Ruesga 4, Garabaya 3, Canellas 2, Rocas 2, Ugalde 2, Morros.

Rozhodčí: Lemme, Ullrich (GER)
 Chorvatsko –  Kuba 41:20 (20:9)
19. ledna 2009 (20:30) – Split

Branky: Čupič 11, Hrvatin 8, Zrnič 7, Sprem 4, Duvnjak 3, Balič 2, Vori 2, Valčič 2, Metličič, Lackovič – Echavarria del Sol 5, Carol Marzo 5, Amador Salina 3, Robles Reve 2, Tomasen Carmona 2, Diaz de Armas, Marti Diaz, Rodriguez Chapotin.

Rozhodčí: Nilson Aires, Aparecdio (BRA)
 Kuba –  Jižní Korea 26:31 (13:17)
21. ledna 2009 (16:30) – Split

Branky: Turnio Noa 4, Diaz de Armas 4, Cuni Morales 4, Echavarria del Sol 4, Amador Salina 4, Tomasen Carmona 3, Carol Marzo 2, Marti Diaz – J. Lee 10, Jeong 6, Sim 4, J. Park 4, Yu 3, Yoon 3, E. Lee.

Rozhodčí: Lemme, Ullrich (GER)
 Švédsko –  Kuvajt 30:19 (17:9)
21. ledna 2009 (18:30) – Split

Branky: Larholm 6, Stenbäcken 5, Gustafsson 3, Lundström 3, Lennartsson 3, Jakobsson 2, T. Karlsson 2, Carlén 2, Doder 2, Källman, Andersson – Alhajeri 5, Sanqour 3, Mohammad 3, Abdulredha 3, Algharaballi 2, Alqallaf, Alanezi, Ahmad.

Rozhodčí: El-Moamli, Shaaban (EGY)
 Španělsko –  Chorvatsko 22:32 (11:18)
21. ledna 2009 (20:30) – Split

Branky: Romero 5, Entrerrios 4, Andreu 3, Rocas 3, Perales 2, Morros 2, Ruesga, Ugalde, Canellas – Duvnjak 7, Lackovič 6, Vori 5, Čupič 5, Metličič 3, Balič 3, Valčič, Zrnič, Hrvatin.

Rozhodčí: Din, Dinu (ROM)
 Kuvajt –  Kuba 23:36 (9:12)
22. ledna 2009 (16:30) – Split

Branky: F. Alshamari 5, H. Alshamari 5, Alhajeri 4, Mohammad 2, Alqallaf 2, Alanezi 2, Algharaballi 2, Alotaibi – Carol Marzo 8, Amador Salina 4, Cuni Morales 4, Diaz de Armas 4, Turino Noa 4, Tomasen Carmona, Echavarria del Sol.

Rozhodčí: Nilson Aires, Aparecdio (BRA)
 Španělsko –  Jižní Korea 23:24 (15:14)
22. ledna 2009 (18:30) – Split

Branky: Rocas 5, Romero 5, Andreu 4, Entrerrios 4, Garcia 2, Ruesga, Morros, Canellas – Oh 6, J. Lee 5, J. Park 4, Jeong 3, Yu 2, Kim 2, Sim 2.

Rozhodčí: Din, Dinu (ROM)
 Chorvatsko –  Švédsko 30:26 (14:13)
22. ledna 2009 (20:30) – Split

Branky: Čupič 8, Duvnjak 4, Lackovič 4, Vori 3, Balič 3, Hrvatin 3, Metličič 2, Valčič 2, Gojun – Larholm 7, Doder 7, Lennartsson 5, Andersson 2, Källman 2, Carlén 2, Arrhenius.

Rozhodčí: Lemme, Ullrich (GER)

#### Skupina C
|    |           | GER   | MAK   | POL   | RUS   | TUN   | ALG   | V | R | P | Skóre   | B |
| 1. | Německo   | ***   | 33:23 | 30:23 | 26:26 | 26:24 | 32:30 | 4 | 1 | 0 | 147:116 | 9 |
| 2. | Makedonie | 23:33 | ***   | 30:29 | 36:30 | 24:25 | 32:19 | 3 | 0 | 2 | 145:136 | 6 |
| 3. | Polsko    | 23:30 | 29:30 | ***   | 24:22 | 31:27 | 39:22 | 3 | 0 | 2 | 146:131 | 6 |
| 4. | Rusko     | 26:26 | 30:36 | 22:24 | ***   | 36:31 | 29:28 | 2 | 1 | 2 | 143:145 | 5 |
| 5. | Tunisko   | 24:26 | 25:24 | 27:31 | 31:36 | ***   | 36:25 | 2 | 0 | 3 | 143:142 | 4 |
| 6. | Alžírsko  | 30:32 | 19:32 | 22:39 | 28:29 | 25:36 | ***   | 0 | 0 | 5 | 114:168 | 0 |

 Polsko –  Alžírsko 39:22 (17:8)
17. ledna 2009 (15:30) – Varaždín

Branky: Jurasik 6, Tluczynski 6, M. Jurecki 5, K. Lijewski 4, B. Jurecki 4, Glinski 3, Kuchczynski 3, Bielecki 2, Zoltak 2, Wleklak 2, M. Lijewski, Jaszka – Chehbour 6, Berriah 4, Bouakaz 3, Yahia 2, Zouaoui 2, Boultif 2, Benkahla, Labane, Soudani.

Rozhodčí: Opava, Válek (CZE)
 Německo –  Rusko 26:26 (15:14)
17. ledna 2009 (17:30) – Varaždín

Branky: Hens 9, Jansen 7, Glandorf 3, Müller 2, Schröder, Kaufmann, Preiss, Strobel, Klein – Igropulo 5, Rastvorcev 5, V. Ivanov 3, Dibirov 3, Kovalev 3, Filippov 2, Atman 2, Černoivanov 2, Chipurin.

Rozhodčí: Gjeding, Hansen (DEN)
 Makedonie –  Tunisko 24:25 (14:13)
17. ledna 2009 (19:30) – Varaždín

Branky: Lazarov 9, Mojsovski 6, Temelkov 4, Mirkulovski 3, Alušovski, Makalovski – Tej 6, Touati 4, Ayed 3, Mgannem 3, Hammed 3, Hedoui 3, Gharbi 2, Bousnina.

Rozhodčí: Cacador, Nicolau (POR)
 Alžírsko –  Makedonie 19:32 (8:16)
18. ledna 2009 (15:30) – Varaždín

Branky: O. Chehbour 6, Benkahla 4, Bouakaz 2, Layadi 2, Yahia, Zouaoui, R. Chehbour, Labane, Boudrali – Lazarov 9, Alušovski 5, Temelkov 4, Mojsovski 3, Lazarov 3, Gjorgonovski 2, Makalovski 2, Mirkulovski 2, Mitkov, Angelov.

Rozhodčí: Gjeding, Hansen (DEN)
 Tunisko –  Německo 24:26 (12:12)
18. ledna 2009 (17:30) – Varaždín

Branky: Hammed 9, Mgannem 4, Ayed 3, Touati 3, Tej 2, Hedoui 2, Bousnina – Hens 6, Preiss 5, Glandorf 4, Müller 3, Kraus 3, Jansen 2, Schröder, Strobel, Klein.

Rozhodčí: Opava, Válek (CZE)
 Rusko –  Polsko 22:24 (14:11)
18. ledna 2009 (19:30) – Varaždín

Branky: Igropulo 6, Dibirov 5, Kovalev 3, Rastvorcev 3, Chipurin 2, V. Ivanov, R. Ivanov, Filippov – K. Lijewski 4, Bielecki 4, B. Jurecki 4, Jurasik 4, M. Lijewski 3, Wleklak 2, Tluczynski 2, M. Jurecki.

Rozhodčí: Krstič, Ljubič (SLO)
 Polsko –  Makedonie 29:30 (15:16)
19. ledna 2009 (15:30) – Varaždín

Branky: Bielecki 7, M. Lijewski 7, Tluczynski 5, Glinski 3, M. Jurasik 3, Kuchczynski 2, Zoltak, Wleklak – Lazarov 13, Mojsovski 5, Alušovski 5, Dimovski 2, Lazarov 2, Gjorgonovski, Mirkulovski, Temelkov.

Rozhodčí: Cacador, Nicolau (POR)
 Německo –  Alžírsko 32:20 (16:10)
19. ledna 2009 (17:30) – Varaždín

Branky: Jansen 6, Glandorf 5, Tiedtke 4, Schröder 3, Klein 3, Kaufmann 2, Müller 2, Kraus 2, Hens 2, Roggisch, Strobel, Preiss – Berriah 8, R. Ghehbour 3, Boultif 3, Layadi 2, O. hehbour 2, Boudrali, Toum.

Rozhodčí: Krstič, Ljubič (SLO)
 Rusko –  Tunisko 36:31 (16:11)
19. ledna 2009 (19:30) – Varaždín

Branky: Filippov 7, Kovalev 7, Rastvorcev 6, Dibirov 4, Igropulo 4, Černoivanov 4, Chipurin 3, Revin – Touati 9, Bousnina 4, Mgannem 4, Ayed 4, Hammed 3, Tej 2, Hedoui 2, Hadj Ahmed, Mahmoudi, Gharbi.

Rozhodčí: Gjeding, Hansen (DEN)
 Alžírsko –  Rusko 28:29 (14:17)
21. ledna 2009 (15:30) – Varaždín

Branky: Boudrali 6, Boultif 5, Zouaoui 4, Berriah 3, Bouakaz 3, Chehbour 3, Benkahla 2, Labane, Layadi – Filippov 9, Rastvorcev 7, Dibirov 4, Aslanjan 3, Kovalev 3, Černoivanov 2, Chipurin.

Rozhodčí: Cacador, Nicolau (POR)
 Makedonie –  Německo 23:33 (14:13)
21. ledna 2009 (17:30) – Varaždín

Branky: K. Lazarov 9, Temelkov 7, Dimovski 2, Alušovski, Mitkov, Mojsovski, F. Lazarov, Makalovski – Glandorf 9, Schöne 8, Kraus 7, Jansen 3, Preiss 3, Müller, Klein, Hens.

Rozhodčí: Opava, Válek (CZE)
 Polsko –  Tunisko 31:27 (16:11)
21. ledna 2009 (19:30) – Varaždín

Branky: Tluczynski 11, Jurasik 6, B. Jurecki 5, Bielecki 4, M. Lijewski 2, Wleklak 2, Kuchczynski – Hedoui 6, Ayed 5, Hammed 4, Tej 4, Bousnina 3, Touati 3, Mgannem, Hadj Ahmed.

Rozhodčí: Krstič, Ljubič (SLO)
 Makedonie –  Rusko 36:30 (15:14)
22. ledna 2009 (15:30) – Varaždín

Branky: K. Lazarov 13, Mojsovski 9, Temelkov 5, Alušovski 3, Mirkulovski 2, Gjorgonovski 2, Dimovski, Stoilov – Igropulo 13, Dibirov 8, Černoivanov 3, Chipurin 2, Ivanov, Aslanjan, Rastvorcev, Filippov.

Rozhodčí: Gjeding, Hansen (DEN)
 Německo –  Polsko 30:23 (14:11)
22. ledna 2009 (17:30) – Varaždín

Branky: Kraus 7, Glandorf 6, Hens 5, Schöne 5, Jansen 4, Preiss 2, Strobel – Tluczynski 6, M. Jurecki 4, B. Jurecki 4, M. Lijewski 3, Glinski 2, Bielecki 2, Kuchczynski 2.

Rozhodčí: Cacador, Nicolau (POR)
 Tunisko –  Alžírsko 36:25 (18:11)
22. ledna 2009 (19:30) – Varaždín

Branky: Touati 12, Mgannem 6, Tej 4, Ayed 4, Kraiem 2, Bousnina 2, Hadj Ahmed 2, Mahmoudi 2, Hedoui, Ben Amor – Bouakaz 5, Chehbour 4, Labane 4, Yahia 4, Berriah 3, Boudrali 2, Zouaoui 2, Boultif.

Rozhodčí: Opava, Válek (CZE)

#### Skupina D
|    |                | DEN   | SRB   | NOR   | EGY   | BRA   | KSA   | V | R | P | Skóre   | B  |
| 1. | Dánsko         | ***   | 37:36 | 32:28 | 26:17 | 40:27 | 32:13 | 5 | 0 | 0 | 167:121 | 10 |
| 2. | Srbsko         | 36:37 | ***   | 27:26 | 30:22 | 30:32 | 38:29 | 3 | 0 | 2 | 161:146 | 6  |
| 3. | Norsko         | 28:32 | 26:27 | ***   | 30:20 | 39:21 | 39:23 | 3 | 0 | 2 | 162:123 | 6  |
| 4. | Egypt          | 17:26 | 22:30 | 20:30 | ***   | 25:22 | 26:18 | 2 | 0 | 3 | 110:126 | 4  |
| 5. | Brazílie       | 27:40 | 32:30 | 21:39 | 22:25 | ***   | 26:24 | 2 | 0 | 3 | 128:158 | 4  |
| 6. | Saúdská Arábie | 13:32 | 29:38 | 23:39 | 18:26 | 24:26 | ***   | 0 | 0 | 5 | 107:161 | 0  |

 Norsko –  Saúdská Arábie 39:23 (19:10)
17. ledna 2009 (16:15) – Poreč

Branky: Mamelund 8, Myrhol 7, Tvedten 7, Skoglund 5, Drange 3, Kjelling 3, Samdahl 2, Loke 2, Björnsen, Buchmann – B. Alharbi 5, Alhabib 4, Alabdulali 4, Shakhor 3, Alflati 3, Alanbawy 3, Alobaidi.

Rozhodčí: Gatelis, Mazeika (LTU)
 Egypt –  Srbsko 22:30 (12:12)
17. ledna 2009 (18:15) – Poreč

Branky: El Ahmar 8, Rabie 4, H. Hussein 3, El Fakharany 2, Osman 2, M. Hussein 2, El Kalioby – Stojanovič 6, Ilič 5, Nikčevič 4, Bojinovič 4, Sesum 2, Vujin 2, Toškič 2, Nikolič, Andjelkovič, Prodanovič, Kojič, Curuvcija.

Rozhodčí: Baum, Góralczyk (POL)
 Dánsko –  Brazílie 40:27 (19:12)
17. ledna 2009 (20:15) – Poreč

Branky: Christiansen 8, Nielsen 5, Mogensen 4, Boesen 4, Lindberg 4, Söndergaard Sarup 3, Knudsen 3, Eggert Jensen 3, Jensen 3, Spellerberg 2, Laen – E. Silva 6, Gomes 4, Cruz 4, Ferreira 3, Ribeiro 3, Souza 3, Silva 2, Ertel, Hubner.

Rozhodčí: Gousko, Repkin (BLR)
 Brazílie –  Norsko 21:39 (8:17)
18. ledna 2009 (16:15) – Poreč

Branky: Silva 4, Hubner 4, Souza 3, E. Silva 3, Ribeiro 2, A. Silva, Ertel, M. Silva, Gomes, Laureano – Björnsen 7, Loke 6, Mamelund 5, Kjelling 4, Tvedten 4, Drange 4, Myrhol 3, Buchmann 3, Skoglund 2, Samdahl.

Rozhodčí: Baum, Góralczyk (POL)
 Saúdská Arábie –  Egypt 18:26 (8:12)
18. ledna 2009 (18:15) – Poreč

Branky: B. Alharbi 9, Alflati 2, Alhabib 2, Alsaeed, Alabdulali, Alsalem, Alobaidi, Alanbawy – H. Hussein 7, M. Hussein 4, El Ahmar 4, Abdel Razek 3, El Fakharany 3, Hassan, Mabrouk, Osman, Ramadan, El Kalioby.

Rozhodčí: Lazaar, Reveret (FRA)
 Srbsko –  Dánsko 36:37 (22:16)
18. ledna 2009 (20:15) – Poreč

Branky: Ilič 10, Bojinovič 8, Stojanovič 5, Nikolič 4, Andjelkovič 3, Sesum 3, Prodanovič 2, Toškič – Lindberg 8, Hansen 6, Christiansen 6, Boesen 5, Knudsen 4, Nielsen 3, Mogensen 3, Spellerberg 2.

Rozhodčí: Gousko, Repkin (BLR)
 Brazílie –  Srbsko 32:30 (14:14)
19. ledna 2009 (17:00) – Poreč

Branky: Ribeiro 10, Hubner 5, Laureano 4, Ertel 3, E. Silva 3, Ferreira 2, Gomes 2, Gaeta, Souza, F. Silva – Ilič 7, Nikolič 5, Vujin 4, Vuckovič 3, Prodanovič 3, Sesum 2, Bojinovič 2, Andjelkovič 2, Markovic, Toškič.

Rozhodčí: Lazaar, Reveret (FRA)
 Norsko –  Egypt 30:20 (14:10)
19. ledna 2009 (19:10) – Poreč

Branky: Kjelling 9, Mamelund 5, Tvedten 5, Buchmann 3, Myrhol 3, Samdahl, Björnsen, Loke, Drange, Vatne – H. Hussein 9, M. Hussein 4, Rabie 3, Abdel Razek 2, El Fakharany, Ramadan.

Rozhodčí: Gatelis, Mazeika (LTU)
 Dánsko –  Saúdská Arábie 32:13 (17:4)
19. ledna 2009 (21:15) – Poreč

Branky: Eggert Jensen 10, Svan Hansen 6, Knudsen 5, Nielsen 3, Christiansen 3, Laen 3, Söndergaard Sarup 2 – Alhabib 6, Alabdulali 2, Alkhudaimi, Shakhor, Alflati, Alsalem, Alanbawy.

Rozhodčí: Baum, Góralczyk (POL)
 Saúdská Arábie –  Brazílie 24:26 (10:14)
21. ledna 2009 (17:00) – Poreč

Branky: B. Alharbi 9, Shakhor 5, Alflati 3, G. Alharbi 3, Alsalem 2, Alobaidi, Alanbawy – Ribeiro 9, Cruz 5, Laureano 3, Gaeta 2, Ferreira 2, Hubner 2, Gomes, Ertel, A. Silva.

Rozhodčí: Gatelis, Mazeika (LTU)
 Norsko –  Srbsko 26:27 (10:12)
21. ledna 2009 (19:10) – Poreč

Branky: Loke 6, Skoglund 5, Björnsen 4, Tvedten 3, Samdahl 3, Kjelling 2, Myrhol 2, Mamelund – Vujin 8, Ilič 4, Curuvcija 3, Stojanovič 3, Toškič 3, Nikolič 2, Bojinovič 2, Sesum, Andjelkovič.

Rozhodčí: Baum, Góralczyk (POL)
 Egypt –  Dánsko 17:26 (7:12)
21. ledna 2009 (21:15) – Poreč

Branky: H. Hussein 4, El Ahmar 2, Ramadan 2, Osman 2, El Ahmar 2, El Fakharany 2, Abdel Razek, M. Hussein, Mabrouk – Christiansen 7, Knudsen 5, Mogensen 3, Hansen 3, Lindberg 2, Eggert Jensen 2, Boesen, Jensen, Spellerberg, Sönderggars Sarup.

Rozhodčí: Lazaar, Reveret (FRA)
 Srbsko –  Saúdská Arábie 38:29 (21:13)
22. ledna 2009 (16:15) – Poreč

Branky: Markovic 6, Bojinovič 6, Vuckovič 5, Ilič 5, Vujin 4, Prodanovič 3, Kojič 3, Curuvcija 3, Stojanovič, Toškič, Nikolič – Alhabib 7, B. Alharbi 6, Alflati 4, Alsalem 3, Alobaidi 3, Alanbawy 3, Shakhor 2, Alabdulali.

Rozhodčí: Gatelis, Mazeika (LTU)
 Egypt –  Brazílie 25:22 (13:6)
22. ledna 2009 (18:15) – Poreč

Branky: H. Hussein 6, El Fakharany 4, Osman 4, Abdel Razek 3, Rabie 3, M. Hassan 2, M. Hussein 2, El Ahmar – Ribeiro 5, Hubner 4, Souza 4, E. Silva 4, Ertel 3, Gomes, Cruz.

Rozhodčí: Lazaar, Reveret (FRA)
 Dánsko –  Norsko 32:28 (16:14)
22. ledna 2009 (20:15) – Poreč

Branky: Hansen 10, Christiansen 6, Mogensen 5, Nielsen 4, Boesen 3, Lindberg 2, Knudsen 2 – Kjelling 9, Mamelund 6, Tvedten 4, Myrhol 4, Samdahl, Buchmann, Björnsen, Loke, Drange.

Rozhodčí: Gousko, Repkin (BLR)

### Čtvrtfinále

#### Skupina A
|    |             | CRO    | FRA    | HUN    | SWE    | SVK    | KOR    | V | R | P | Skóre   | B  |
| 1. | Chorvatsko  | ***    | 22:19  | 27:22  | 30:26* | 31:25  | 27:26* | 5 | 0 | 0 | 137:118 | 10 |
| 2. | Francie     | 19:22  | ***    | 27:22* | 28:21  | 35:26* | 30:21  | 4 | 0 | 1 | 139:112 | 8  |
| 3. | Maďarsko    | 22:27  | 22:27* | ***    | 31:30  | 24:24* | 28:27  | 2 | 1 | 2 | 127:135 | 5  |
| 4. | Švédsko     | 26:30* | 21:28  | 30:31  | ***    | 27:26  | 31:25* | 2 | 0 | 3 | 135:140 | 4  |
| 5. | Slovensko   | 25:31  | 26:35* | 24:24* | 26:27  | ***    | 23:20  | 1 | 1 | 3 | 124:137 | 3  |
| 6. | Jižní Korea | 26:27* | 21:30  | 27:28  | 25:31* | 20:23  | ***    | 0 | 0 | 5 | 119:139 | 0  |

- s hvězdičkou = zápasy ze základní skupiny.

 Slovensko –  Jižní Korea 23:20 (15:12)
24. ledna 2009 (16:30) – Záhřeb

Branky: Šulc 6, M. Stranovský 5, Kopčo 5, Valo 4, Kukučka 2, Antl – J. Lee 8, Jeong 5, Oh 3, Sim 2, Kim, Yu.

Rozhodčí: Gjeding, Hansen (DEN)
 Francie –  Švédsko 28:21 (16:10)
24. ledna 2009 (18:30) – Záhřeb

Branky: Karabatic 7, Guigou 7, Abalo 5, Narcisse 4, Sorhaindo 3, Fernandez 2 – Andersson 5, Arrhenius 4, Larholm 4, Lundström 3, Gustafsson, Källman, Lennartsson, Carlén, Fahlgren.

Rozhodčí: Baum, Góralczyk (POL)
 Maďarsko –  Chorvatsko 22:27 (12:14)
24. ledna 2009 (20:30) – Záhřeb

Branky: Nagy 6, Eklemovic 2, Harsanyi 2, G. Ivancsik 2, Gal 2, Mocsai 2, Csaszar 2, Ilyes 2, T. Ivancsik, Putics – Čupič 6, Valčič 5, Duvnjak 4, Hrvatin 3, Merličič 3, Vori 3, Balič 2, Lackovič.

Rozhodčí: Olesen, Pedersen (DEN)
 Švédsko –  Maďarsko 30:31 (18:16)
25. ledna 2009 (16:30) – Záhřeb

Branky: Källman 8, Andersson 7, Larholm 4, Arrhenius 3, Lennartsson 3, Carlén 2, Fahlgren, Doder, Gustafsson – Ilyes 8, Csaszar 7, Nagy 6, Gal 3, G. Ivancsik 3, T. Ivancsik 2, Harsanyi, Mocsai.

Rozhodčí: Lemme, Ullrich (GER)
 Jižní Korea –  Francie 21:30 (15:15)
25. ledna 2009 (18:30) – Záhřeb

Branky: Kim 5, Oh 5, J. Lee 4, Jeong 2, Sim 2, J. Park 2, Yu – Guigou 5, Abalo 5, Sorhaindo 4, Karabatic 3, Gille 3, Fernandez 3, Narcisse 2, Junillon 2, Ostertag, Bosquet, Kempe.

Rozhodčí: Olesen, Pedersen (DEN)
 Chorvatsko –  Slovensko 31:25 (18:13)
25. ledna 2009 (20:30) – Záhřeb

Branky: Hrvatin 6, Valčič 5, Duvnjak 5, Čupič 3, Lackovič 3, Metličič 3, Vori 2, Zrnič 2, Balič 2 – Šulc 7, M. Stranovský 4, T. Stranovský 4, Valo 4, Kukučka 4, Petro, Antl.

Rozhodčí: Gousko, Repkin (BLR)
 Maďarsko –  Jižní Korea 28:27 (11:14)
27. ledna 2009 (16:30) – Záhřeb

Branky: Csaszar 8, G. Ivancsik 6, T. Ivancsik 4, Nagy 4, Ilyes 3, Mocsai, Gal, Zubai – J. Lee 7, Jeong 6, J. Park 5, Oh 4, Kim 3, Yoon, C. Park.

Rozhodčí: Gousko, Repkin (BLR)
 Slovensko –  Švédsko 26:27 (11:16)
27. ledna 2009 (18:30) – Záhřeb

Branky: Kukučka 9, M. Stranovský 5, T. Stranovský 3, Petro 3, Šulc 3, Szücs 2, Valo – Doder 11, Larholm 6, Andersson 3, Carlén 2, Fahlgren 2, Arrhenius 2, Källman.

Rozhodčí: Gjeding, Hansen (DEN)
 Francie –  Chorvatsko 19:22 (7:11)
27. ledna 2009 (20:30) – Záhřeb

Branky: Junillon 5, Karabatic 4, Abalo 3, Guigou 2, Narcisse 2, Bosquet, Barachet, Joli – Vori 8, Lackovič 4, Duvnjak 2, Kopljar 2, Sprem 2, Zrnič, J. Valčič, T. Valčič, Čupič.
 Chorvatsko

Rozhodčí: Baum, Góralczyk (POL)

#### Skupina B
|    |           | DEN    | POL    | GER    | SRB    | NOR    | MAK    | V | R | P | Skóre   | B |
| 1. | Dánsko    | ***    | 28:32  | 27:25  | 37:36* | 32:28* | 32:24  | 4 | 0 | 1 | 156:145 | 8 |
| 2. | Polsko    | 32:28  | ***    | 23:30* | 35:23  | 21:30  | 29:30* | 3 | 0 | 2 | 150:141 | 6 |
| 3. | Německo   | 25:27  | 30:23* | ***    | 35:35  | 24:25  | 33:23* | 2 | 1 | 2 | 147:133 | 5 |
| 4. | Srbsko    | 36:37* | 23:35  | 35:35  | ***    | 27:26* | 32:28  | 2 | 1 | 2 | 153:161 | 5 |
| 5. | Norsko    | 28:32* | 30:31  | 25:24  | 26:27* | ***    | 29:27  | 1 | 1 | 3 | 138:141 | 3 |
| 6. | Makedonie | 24:32  | 30:29* | 23:33* | 28:32  | 27:29  | ***    | 1 | 0 | 4 | 132:155 | 2 |

- s hvězdičkou = zápasy ze základní skupiny.

 Makedonie –  Norsko 27:29 (13:16)
24. ledna 2009 (15:30) – Zadar

Branky: K. Lazarov 9, Temelkov 5, F. Lazarov 3, Alušovski 3, Mirkulovski 2, Gjorgonovski 2, Dimovski, Mojsovski, Stoilov – Tvedten 10, Björnsen 6, Mamelund 4, Samdahl 4, Kjelling 3, Myrhol, Loke.

Rozhodčí: Cacador, Nicolau (POR)
 Německo –  Srbsko 35:35 (16:19)
24. ledna 2009 (17:30) – Zadar

Branky: Jansen 10, Kraus 6, Glandorf 4, Müller 3, Strobel 3, Preiss 3, Hens 2, Klein 2, Schöne, Tiedtke – Bojinovič 8, Ilič 5, Markovic 5, Sesum 5, Vujin 4, Stojanovič 4, Toškič 3, Nikolič.

Rozhodčí: Lazaar, Reveret (FRA)
 Polsko –  Dánsko 32:28 (20:12)
24. ledna 2009 (20:15) – Zadar

Branky: Kuchczynski 9, M. Jurecki 6, Tluczynski 5, M. Lijewski 3, B. Jurecki 3, Wleklak 2, K. Lijewski 2, Siodmiak, Szmal – Boesen 6, Spellerberg 5, Lindberg 4, Mogensen 3, Jensen 2, Christiansen 2, Eggert Jensen 2, Nielsen, Hansen, Knudsen, Laen.

Rozhodčí: Din, Dinu (RON)
 Srbsko –  Polsko 23:35 (7:21)
25. ledna 2009 (15:30) – Zadar

Branky: Ilič 6, Vujin 5, Bojinovič 4, Kojič 2, Vuckovič 2, Stojanovič 2, Toškič, Sesum – Tluczynski 11, M. Lijewski 5, B. Jurecki 5, Jurasik 4, Kuchzynski 3, Kuchczynski 3, Glinski, Wleklak, K. Lijewski, Jaszka.

Rozhodčí: Cacador, Nicolau (POR)
 Norsko –  Německo 25:24 (12:12)
25. ledna 2009 (17:30) – Zadar

Branky: Kjelling 7, Tvedten 7, Loke 4, Samdahl 3, Drange 2, Jensen, Mamelund – Glandorf 6, Preiss 4, Kaufmann 3, Schöne 3, Kraus 2, Hens 2, Klein 2, Jansen, Müller.

Rozhodčí: Krstič, Ljubič (SLO)
 Dánsko –  Makedonie 32:24 (13:12)
25. ledna 2009 (20:15) – Zadar

Branky: Christiansen 8, Knudsen 7, Hansen 6, Bruun Jörgensen 3, Boesen 3, Lindberg 2, Spellerberg 2, Mogensen – K. Lazarov 8, Makalovski 3, F. Lazarov 3, Mirkulovski 3, Stoilov 2, Temelkov 2, Gjorgonovski 2, Alušovski.

Rozhodčí: Lazaar, Navaret (FRA)
 Makedonie –  Srbsko 28:32 (16:15)
27. ledna 2009 (15:30) – Zadar

Branky: K. Lazarov 7, Temelkov 4, F. Lazarov 4, Gjorgonovski 4, Mirkulovski 3, Makalovski 2, Jovic 2, Dimovski, Ristovski – Ilič 8, Vuckovič 6, Vujin 5, Prodanovič 3, Markovic 3, Sesum 3, Curuvcija 2, Stojanovič, Bojinovič.

Rozhodčí: Krstič, Ljubič (SLO)
 Německo –  Dánsko 25:27 (14:14)
27. ledna 2009 (17:30) – Zadar

Branky: Preiss 7, Kaufmann 6, Glandorf 3, Strobel 3, Jansen 2, Klein 2, Schröder, Hens – Lindberg 6, Hansen 4, Knudsen 4, Eggert Jensen 3, Nielsen 2, Christiansen 2, Mogensen 2, Boesen, Jensen, Bruun Jörgensen, Spellerberg.

Rozhodčí: Din, Dinu (ROM)
 Polsko –  Norsko 31:30 (14:14)
27. ledna 2009 (20:15) – Zadar

Branky: Bielecki 5, Kuchzynski 4, M. Jurasik 4, M. Lijewski 4, Tluczynski 3, B. Jurecki 3, Siodmiak 3, Wleklak 2, Glinski, K. Lijewski, Jaszka – Kjelling 8, Tvedten 7, Samdahl 6, Mamelund 3, Myrhol 2, Loke 2, Björnsen, Vatne.

Rozhodčí: Lazaar, Reveret (FRA)

### Play off

#### Semifinále
Dánsko –  Francie 22:27 (11:16)
30. ledna 2009 (17:30) – Split

Branky: Bruun Jörgensen 5, Knudsen 4, Hansen 4, Eggert Jensen 3, Mogensen 2, Christiansen 2, Jensen, Nielsen – Abalo 7, Gille 5, Guigou 4, Narcisse 3, Fernandez 2, Karabatic 2, Kempe 2, Abati, Sorhaindo.

Rozhodčí: Gousko, Repkin (BLR)
 Chorvatsko –  Polsko 29:23 (14:13)
30. ledna 2009 (20:30) – Záhřeb

Branky: Čupič 12, Metličič 5, Duvnjak 4, Vori 3, Balič 2, Lackovič 2, Hrvatin – Jurasik 6, Tluczynski 4, M. Lijewski 4, B. Jurecki 3, Siodmiak 3, M. Jurecki 2, Bielecki.

Rozhodčí: Lemme, Ullrich (GER)

#### Finále
Francie –  Chorvatsko 24:19 (11:12)
1. února 2009 (17:30) – Záhřeb

Branky: Guigou 10, Narcisse 6, Fernandez 2, Karabatic 2, Abalo 2, Sorhaindo 2 – Čupič 6, Lackovič 4, Sprem 3, Vori 2, Duvnjak 2, Metličič, Balič.

Rozhodčí: Olsen, Pedersen (DEN)

#### O 3. místo
Dánsko –  Polsko 23:31 (11:14)
1. února 2009 (15:00) – Záhřeb

Branky: Hansen 10, Christiansen 7, Mogensen 2, Lindberg 2, Laen, Bruun Jörgensen -Bielecki 10, Tluczynski 5, Jaszka 4, K. Lijewski 4, M. Jurecki 3, B. Jurecki 2, M. Lijewski 2, Jurasik.

Rozhodčí: Lazaar, Reveret (FRA)

#### O 5. místo
Maďarsko –  Německo 25:28 (13:16)
29. ledna 2009 (15:00) – Záhřeb

Branky: Nagy 5, Csaszar 4, Ilyés 4, T. Ivancsik 3, Mocsai 3, Gal 2, G. Ivancsik 2, Törö, Zubai – Kaufmann 8, Tiedtke 6, Glandorf 3, Jansen 3, Müller 3, Klein 2, Strobel 2, Schöne.

Rozhodčí: Baum, Góralczyk (POL)

#### O 7. místo
Švédsko –  Srbsko 37:29 (20:16)
29. ledna 2009 (17:30) – Záhřeb

Branky: Gustafsson 7, Källman 6, Carlén 5, Andersson 4, Fahlgren 4, Doder 3, Arrhenius 3, Larholm 3, Jakobsson 2 – Vujin 5, Vuckovič 5, Toškič 3, Bojinovič 3, Kojič 2, Curuvcija 2, Sesum 2, Markovic 2, Prodanovič 2, Ilič 2, Stojanovič.

Rozhodčí: Karbaschi, Kolahdouzan (IRN)

#### O 9. místo
Slovensko –  Norsko 27:34 (14:18)
29. ledna 2009 (20:15) – Záhřeb

Branky: Kukučka 6, Šulc 5, Valo 5, Antl 4, Nižňan 2, Stranovský 2, Urban 2, Pekar – Kjelling 9, Myrhol 7, Skoglund 5, Spanne 5, Loke 3, Samdahl 3, Drange, Rambo.

Rozhodčí: Gubica, Miloševič (CRO)

#### O 11. místo
Jižní Korea –  Makedonie 31:32 (14:14)
29. ledna 2009 (12:30) – Záhřeb

Branky: Jeong 7, Sim 6, E. Lee 5, C. Park 3, Yu 3, J. Lee 2, J. Park 2, Yoon 2, Oh – K. Lazarov 15, Gjorgonovski 4, Mirkulovski 4, Temelkov 3, F. Lazarov 2, M. Stoilov 2, Makalovski, S. Stoilov.

Rozhodčí: Nilson Aires, Aparecdio (BRA)

### Prezidentský pohár (o 13. - 24. místo)

#### Skupina A
|    |           | ESP    | ROM    | ARG    | CUB    | KUV    | AUS    | V | R | P | Skóre   | B  |
| 1. | Španělsko | ***    | 40:32  | 31:19  | 45:25* | 47:17* | 42:10  | 5 | 0 | 0 | 205:98  | 10 |
| 2. | Rumunsko  | 32:40  | ***    | 30:26* | 39:28  | 34:27  | 40:20* | 4 | 0 | 1 | 175:141 | 8  |
| 3. | Argentina | 19:31  | 26:30* | ***    | 30:23  | 26:25  | 36:16* | 3 | 0 | 2 | 137:125 | 6  |
| 4. | Kuba      | 25:45* | 28:39  | 23:30  | ***    | 26:23* | 27:24  | 2 | 0 | 3 | 124:154 | 4  |
| 5. | Kuvajt    | 17:47* | 27:34  | 25:26  | 23:26* | ***    | 27:24  | 1 | 0 | 4 | 119:157 | 2  |
| 6. | Austrálie | 10:42  | 20:40* | 16:36* | 24:27  | 24:27  | ***    | 0 | 0 | 5 | 87:172  | 0  |

 Argentina –  Kuvajt 26:25 (12:12)
24. ledna 2009 (15:00) – Pula

Branky: Migueles 5, Pizarro 4, Simonet 4, Vidal 3, Torres 3, Cravatin 3, Kogovsek 2, Viscovich, Portela – Abdulredha 6, Alhajeri 5, Algharaballi 5, Alshamari 4, Mohammad 2, Alotaibi, Alshamari, Sanqour.

Rozhodčí: Opava, Válek (CZE)
 Austrálie –  Španělsko 10:42 (6:18)
24. ledna 2009 (17:00) – Pula

Branky: Fletcher 3, Subotic 3, Blondell 2, Calvert, Kelly – Ugalde 9, Tomas 6, Andreu 5, Lopez 4, Entrerrios 4, Carabaya 3, Ruesga 3, Rocas 2, Morros 2, Perales 2, Garcia, Canellas.

Rozhodčí: El-Moamli, Shaaban (EGY)
 Rumunsko –  Kuba 39:28 (21:15)
24. ledna 2009 (19:00) – Pula

Branky: Ghionea 12, Piriianu 6, Petrea 5, Timofte 4, Cozma 3, Jurca 3, Georgescu 3, Buricea 2, Nicolae – Carol Marzo 6, Turino Noa 6, Cuni Morales 5, Fernandez Lescaylli 3, Tomasen Carmona 3, Robles Reve 2, Rios Ballar, Amador Salina, Rodriguez Chapotin.

Rozhodčí: Nilson Aires, Aparecido (BRA)
 Španělsko –  Argentina 31:19 (15:11)
25. ledna 2009 (15:00) – Pula

Branky: Garcia 6, Andreu 5, Canellas 5, Ruesga 4, Rocas 2, Garabaya 2, Lopez 2, Morros 2, Tomas 2, Perales – Viscovich 5, Migueles 4, Pizarro 4, Simonet 2, Crevatin 2, Querin, Vidal.

Rozhodčí: El-Moamli, Shaaban (EGY)
 Kuvajt –  Rumunsko 27:34 (12:16)
25. ledna 2009 (17:00) – Pula

Branky: Alqallaf 5, Algharaballi 5, Abdulredha 4, Alshamari 4, Alotaibi 3, Mohammad 2, Alanezi 2, Alhajeri 2 – Ghionea 8, Georgescu 5, Petrea 4, Buricea 3, Nicolae 3, Stavrositu 3, Iacob 2, Rohozneanu 2, Timofte, Piriianu, Jurca, Cozma.

Rozhodčí: Nilson Aires, Aparecido (BRA)
 Kuba –  Austrálie 27:17 (14:6)
25. ledna 2009 (19:00) – Pula

Branky: Diaz de Armas 5, Amador Salina 4, Carol Marzo 4, Cuni Morales 4, Fernandez Lescaylli 2, Marti Diaz 2, Turino Noa 2, Rios Ballar, Robles Reve, Tomasen Carmona, Echavarria del Sol – Fletcher 6, Schofield 3, Calvert 3, Stojanovič 2, Kelly 2, Blondell.

Rozhodčí: Gubica, Miloševič (CRO)
 Austrálie –  Kuvajt 24:27 (10:14)
26. ledna 2009 (15:00) – Pula

Branky: Blondell 7, Fletcher 5, Ramadani 5, Calvert 3, Subotic 3, Schofield – Alshamari 7, Abdulredha 6, Alshamari 5, Alqallaf 3, Altheyab 2, Algharaballi 2, Alhajeri, Mohammad.

Rozhodčí: Nilson Aires, Aparecido (BRA)
 Argentina –  Kuba 30:23 (16:15)
26. ledna 2009 (17:00) – Pula

Branky: Pizarro 8, Kogovsek 5, Torres 4, Simonet 4, Crevatin 2, Gull 2, Migueles, Carou, Vidal, Castro, Portela – Carol Marzo 6, Cuni Morales 3, Echavarria del Sol 3, Amador Salina 3, Rios Ballar 2, Diaz de Armas 2, Marti Diaz 2, Turino Noa, Tomasen Carmona.

Rozhodčí: El-Moamli, Shaaban (EGY)
 Rumunsko –  Španělsko 32:40 (16:19)
26. ledna 2009 (19:00) – Pula

Branky: Ghionea 7, Petrea 5, Georgescu 4, Irimescu 4, Buricea 3, Cozma 3, Piriianu 2, Jurca 2, Iacob, Stavrositu – Ugalde 9, Tomas 8, Ruesga 6, Morros 5, Entrerrios 5, Canellas 4, Rocas, Andreu, Romero.

Rozhodčí: Stanojevič, Višekruna (SRB)

#### Skupina B
|    |                | EGY    | RUS    | TUN    | ALG    | BRA    | KSA    | V | R | P | Skóre    | B |
| 1. | Egypt          | ***    | 31:27  | 31:30  | 22:28  | 25:22* | 26:18* | 4 | 0 | 1 | 135:125  | 8 |
| 2. | Rusko          | 27:31  | ***    | 36:31* | 29:28* | 25:22  | 34:15  | 4 | 0 | 1 | 151:1127 | 8 |
| 3. | Tunisko        | 30:31  | 31:36* | ***    | 36:25* | 34:33  | 28:21  | 3 | 0 | 2 | 159:146  | 6 |
| 4. | Alžírsko       | 28:22  | 28:29* | 25:36* | ***    | 29:28  | 30:27  | 3 | 0 | 2 | 140:142  | 6 |
| 5. | Brazílie       | 22:25* | 22:25  | 33:34  | 28:29  | ***    | 26:24* | 1 | 0 | 4 | 131:137  | 2 |
| 6. | Saúdská Arábie | 18:26* | 15:34  | 21:28  | 27:30  | 24:26* | ***    | 0 | 0 | 5 | 105:144  | 0 |

 Tunisko –  Saúdská Arábie 28:21 (12:8)
24. ledna 2009 (16:00) – Poreč

Branky: Ayed 5, Kraiem 4, Touati 4, Mgannem 3, Bousnina 3, Hadj Ahmed 2, Gharbi 2, Hedoui 2, Mahmoudi, Hammed, Tej – B. Alharbi 5, Alhabib 4, Alsalem 4, H. Alobaidi 2, Alsaeed 2, Shakhor, Alabdulali, Alflati, S. Alobaidi.

Rozhodčí: Gatelis, Mazeika (LTU)
 Alžírsko –  Egypt 28:22 (12:7)
24. ledna 2009 (18:00) – Poreč

Branky: Berriah 7, R. Chehbour 5, Benkahla 3, Berkous 3, Labane 3, Zouaoui 2, Bouakaz 2, O. Chehbour 2, Boudrali – H. Hussein 6, Rabie 3, El Fakharany 3, El Ahmar 3, M. Hussein 3, Shebib 2, El Kalioby, M. Hassan.

Rozhodčí: Stanojevič, Višekruna (SRB)
 Rusko –  Brazílie 25:22 (15:9)
24. ledna 2009 (20:00) – Poreč

Branky: Dibirov 7, Rastvorcev 5, Ivanov 3, Atman 3, Černoivanov 3, Chipurin 2, Aslanjan, Skopintsev – Gaeta 4, Ribeiro 4, Ertel 3, Ferreira 3, Laureano 3, E. Silva 2, Hubner, M. Silva, Souza.

Rozhodčí: Gubica, Miloševič (CRO)
 Egypt –  Tunisko 31:30 (15:14)
25. ledna 2009 (16:00) – Poreč

Branky: El Ahmar 11, M. Hassan 5, H. Hussein 4, Osman 3, Rabie 2, El Fakharany 2, Shebib 2, M. Hussein 2 – Ayed 9, Mgannem 6, Hammed 6, Tej 5, Touati 3, Hadj Ahmed.

Rozhodčí: Stanojevič, Višekruna (SRB)
 Saúdská Arábie –  Rusko 15:34 (5:17)
25. ledna 2009 (18:00) – Poreč

Branky: Alabdulali 4, Alhabib 3, B. Alharbi 2, Alsalem 2, Alflati 2, Shakhor, Alobaidi – Černoivanov 8, Revin 6, Filippov 6, Ivanov 5, Aslanjan 4, Skopintsev 3, Atman, Chipurin.

Rozhodčí: Opava, Válek (CZE)
 Brazílie –  Alžírsko 28:29 (15:10)
25. ledna 2009 (20:00) – Poreč

Branky: Ribeiro 8, Ferreira 8, Hubner 3, Gomes 2, E. Silva 2, A. Silva 2, Ertel, Cruz, Santos – Boudrali 5, O. Chehbour 4, R. Chehbour 4, Layadi 3, Berriah 3, Soudani 3, Benkahla 2, Yahia, Boultif, Bouakaz, Labane, Berkous.

Rozhodčí: Gatelis, Mazeika (LTU)
 Alžírsko –  Saúdská Arábie 30:27 (14:12)
26. ledna 2009 (16:00) – Poreč

Branky: Soudani 8, Bouakaz 5, Benkahla 4, Berriah 3, Berkous 3, Chehbour 3, Boudrali 2, Zouaoui, Yahia – B. Alharbi 13, Shakhor 4, Alabdulali 3, Alsalem 3, Alanbawy 3, G. Alharbi.

Rozhodčí: Gubica, Miloševič (CRO)
 Tunisko –  Brazílie 34:33 (18:16)
26. ledna 2009 (18:00) – Poreč

Branky: Touati 6, Hedoui 5, Hammed 5, Ayed 4, Kraiem 4, Mgannem 3, Gharbi 3, Hadj Ahmed 2, Bousnina, Tej – Ferreira 9, Ribeiro 9, Cruz 4, Gaeta 4, A. Silva 3, Souza 2, Laureano, Hubner.

Rozhodčí: Gatelis, Mazeika (LTU)
 Rusko –  Egypt 27:31 (12:16)
26. ledna 2009 (20:00) – Poreč

Branky: Igropulo 8, Filippov 5, R. Ivanov 4, Chipurin 3, Černoivanov 2, Aslanjan 2, V. Ivanov 2, Dibirov – El Ahmar 6, Rabie 6, H. Hussein 5, M. Hussein 3, Shebib 3, Abdel Razek 3, Mabrouk 2, Osman, Hassan, El Kalioby.

Rozhodčí: Opava, Válek (CZE)

### Zápasy o umístění

#### O 13. místo
Španělsko –  Egypt 28:24 (15:10)
27. ledna 2009 (20:00) – Poreč

Branky: Canellas 9, Garcia 4, Entrerrios 3, Ruesga 3, Tomas 3, Romero 2, Garabaya 2, Rocas 2 – M. Hassan 7, H. Hussein 6, Osman 3, M. Hussein 3, Rabie 2, Abdel Razek, El Kalioby, El Ahmar.

Rozhodčí: Stanojevič, Višekruna (SRB)

#### O 15. místo
Rumunsko –  Rusko 42:38 (25:21)
27. ledna 2009 (19:00) – Pula

Branky: Irimescu 8, Petrea 7, Ghionea 7, Georgescu 6, Timofte 6, Jurca 3, Rohozneanu 3, Iacob 2 – Dibiriov 12, Igropulo 8, Rastvorcev 6, Černoivanov 6, Ivanov 2, Aslanjan 2, Revin, Filippov.

Rozhodčí: Gatelis, Mazeika (LTU)

#### O 17. místo
Argentina –  Tunisko 23:29 (13:14)
27. ledna 2009 (18:00) – Poreč

Branky: Migueles 5, Kogovsek 4, Vidal 3, Torres 3, Pizarro 2, Portela 2, Viscovich, Querin, Simonet, Crevatin – Kraiem 6, Gharbi 6, Touati 5, Mgannem 3, Bousnina 3, Hammed 3, Tej 2, Hadj Ahmed.

Rozhodčí: Opava, Válek (CZE)

#### O 19. místo
Kuba –  Alžírsko 27:34 (15:18)
27. ledna 2009 (17:00) – Pula

Branky: Turino Noa 8, Diaz de Armas 5, Carol Marzo 5, Robles Reve 4, Cuni Moarales 3, Tomasen Carmona 2 – Berriah 6, Soudani 6, R. Chehbour 6, Boudrali 4, Yahia 3, O. Chehbour 3, Berkous 2, Bouakaz 2, Boultif 2.

Rozhodčí: Gubica, Miloševič (CRO)

#### O 21. místo
Kuvajt –  Brazílie 24:27 (12:13)
27. ledna 2009 (16:00) – Poreč

Branky: Algharaballi 8, Alhajeri 5, H. Alshamari 4, Abdulredha 3, Alqallaf 2, Alanezi, F. Alshamari – Ribeiro 11, Ferreira 5, A. Silva 3, E. Silva 2, F. Silva, Souza, Gomes, Cruz, M. Silva, Hubner.

Rozhodčí: El-Moamli, Shaaban (EGY)

#### O 23. místo
Austrálie –  Saúdská Arábie 19:23 (11:15)
27. ledna 2009 (15:00) – Pula

Branky: Fletcher 6, Calvert 4, Kelly 3, Blondell 2, Schofield 2, Ramadani, Subotic – B. Alharbi 6, Alhabib 4, Alfalti 4, Alanbawy 2, Alabdulali 2, Shakhor 2, Alsaeed 2, Alobaidi.

Rozhodčí: Nilson Aires, Aparecido (BRA)

## Statistiky

### All Stars
| Brankář        | Thierry Omeyer    |
| Levá spojka    | Blaženko Lacković |
| Střední spojka | Nikola Karabatič  |
| Pravá spojka   | Marcin Lijewski   |
| Levé křídlo    | Michaël Guigou    |
| Pivot          | Igor Vori         |
| Pravé křídlo   | Ivan Čupić        |

### Nejlepší střelci
| Poř. | Nejlepší střelci        | Branky |
| ---- | ----------------------- | ------ |
| 1.   | Kiril Lazarov           | 92     |
| 2.   | Ivan Čupič              | 66     |
| 3.   | Felipe Borges Ribeiro   | 61     |
| 4.   | Valentin Marian Ghionea | 58     |
| 4.   | Tomasz Tłuczyński       | 58     |
| 6.   | Bandar Alharbi          | 55     |
| 7.   | Kristian Kjelling       | 54     |
| 8.   | Michaël Guigou          | 52     |
| 8.   | Momir Ilić              | 52     |
| 10.  | Hussein Hussein         | 50     |

### Konečné pořadí
| 21.              | Mistrovství světa 2009 | Z  | V | R | P | Skóre   | B  |
| Zlatá medaile    | Francie                | 10 | 9 | 0 | 1 | 296:211 | 18 |
| Stříbrná medaile | Chorvatsko             | 10 | 9 | 0 | 1 | 298:228 | 18 |
| Bronzová medaile | Polsko                 | 10 | 7 | 0 | 3 | 298:264 | 14 |
| 4.               | Dánsko                 | 10 | 7 | 0 | 3 | 299:260 | 14 |
| 5.               | Německo                | 9  | 5 | 2 | 2 | 259:228 | 12 |
| 6.               | Maďarsko               | 9  | 5 | 1 | 3 | 254:227 | 11 |
| 7.               | Švédsko                | 9  | 6 | 0 | 3 | 277:232 | 12 |
| 8.               | Srbsko                 | 9  | 4 | 1 | 4 | 280:281 | 9  |
| 9.               | Norsko                 | 9  | 6 | 0 | 3 | 280:232 | 12 |
| 10.              | Slovensko              | 9  | 4 | 1 | 4 | 253:231 | 9  |
| 11.              | Makedonie              | 9  | 4 | 0 | 5 | 256:260 | 8  |
| 12.              | Jižní Korea            | 9  | 3 | 0 | 6 | 239:239 | 6  |
| 13.              | Španělsko              | 9  | 6 | 0 | 3 | 308:212 | 12 |
| 14.              | Egypt                  | 9  | 4 | 0 | 5 | 218:239 | 8  |
| 15.              | Rumunsko               | 9  | 5 | 0 | 4 | 288:268 | 10 |
| 16.              | Rusko                  | 9  | 4 | 1 | 4 | 267:255 | 9  |
| 17.              | Tunisko                | 9  | 5 | 0 | 4 | 264:250 | 10 |
| 18.              | Argentina              | 9  | 3 | 0 | 6 | 231:245 | 6  |
| 19.              | Alžírsko               | 9  | 4 | 0 | 5 | 235:272 | 8  |
| 20.              | Kuba                   | 9  | 2 | 0 | 7 | 211:301 | 4  |
| 21.              | Brazílie               | 9  | 3 | 0 | 6 | 238:270 | 6  |
| 22.              | Kuvajt                 | 9  | 1 | 0 | 8 | 202:288 | 2  |
| 23.              | Saúdská Arábie         | 9  | 1 | 0 | 8 | 193:272 | 2  |
| 24.              | Austrálie              | 9  | 0 | 0 | 9 | 146:325 | 0  |